# Перси (Изер)
Перси (фр. Percy) — коммуна во Франции, находится в регионе Рона — Альпы. Департамент коммуны — Изер. Входит в состав кантона Матезин-Триев. Округ коммуны — Гренобль.
Код INSEE коммуны — 38301. Население коммуны на 1999 год составляло 111 человек. Населённый пункт находится на высоте от 591  до 1 880  метров над уровнем моря. Муниципалитет расположен на расстоянии около 520 км юго-восточнее Парижа, 125 км юго-восточнее Лиона, 45 км южнее Гренобля. Мэр коммуны — Capucine Le Douarin, мандат действует на протяжении 2001—2008 гг.
Динамика населения (INSEE):